# Substance essentielle
 (octobre 2015).
Si vous disposez d'ouvrages ou d'articles de référence ou si vous connaissez des sites web de qualité traitant du thème abordé ici, merci de compléter l'article en donnant les références utiles à sa vérifiabilité et en les liant à la section « Notes et références ».
Une substance est dite essentielle si elle est indispensable pour un organisme vivant et ne peut être synthétisée par celui-ci. Pour l'Homme, certaines vitamines, acides aminés et acides gras polyinsaturés sont essentiels.

## Acides aminés essentiels et semi-essentiels
Huit acides aminés sont essentiels pour l'Homme. Deux autres ne le sont que pour les enfants. Ceux-ci sont désignés dans la liste qui suit comme semi-essentiels.
- Arginine (semi-essentiel)
- Histidine (semi-essentiel)
- Isoleucine
- Leucine
- Lysine
- Méthionine
- Phénylalanine
- Thréonine
- Tryptophane
- Valine

## Acides gras essentiels
- Acides gras oméga-3
  - Acide linolénique
  - Acide eicosapentaénoïque ou EPA (en partie synthétisable à partir de l'acide alpha-linolénique)
  - Acide docosahexaénoïque ou DHA (en partie synthétisable à partir de l'acide alpha-linolénique)
- Acides gras oméga-6
  - Acide linoléique
  - Acide arachidonique (en partie synthétisable à partir de l'acide linoléique)

## Oligo-élémentsessentiels
- Chrome
- Fer
- Fluor
- Iode
- Cobalt
- Cuivre
- Manganèse
- Molybdène
- Sélénium
- Vanadium
- Zinc

## Oligoéléments soupçonnés de fonction biologique, mais généralement non considérés comme essentiels
- Baryum
- Bismuth
- Bore
- Lithium
- Rubidium
- Silicium
- Strontium
- Tellure
- Titane
- Tungstène

## Vitaminesessentielles
- Vitamine B12
- Vitamine C